# Las Bożych Cedrów
Las Bożych Cedrów – rezerwat cedrów libańskich w rejonie miasta Baszarri w Libanie. Niewielki las na zboczach góry Makmal na wysokości ponad 2000 m n.p.m. Jest to pozostałość lasów, które kiedyś porastały większość szczytów gór Liban. Najstarsze z drzew w rezerwacie mają ponad 1500 lat.
Razem z doliną Wadi Kadisza (Świętą Doliną), Las Bożych Cedrów został w 1998 roku wpisany na Listę światowego dziedzictwa UNESCO.